# Budavári nagy rondella
Koordináták: é. sz. 47° 29′ 39″, k. h. 19° 02′ 28″47.494167°N 19.041111°E

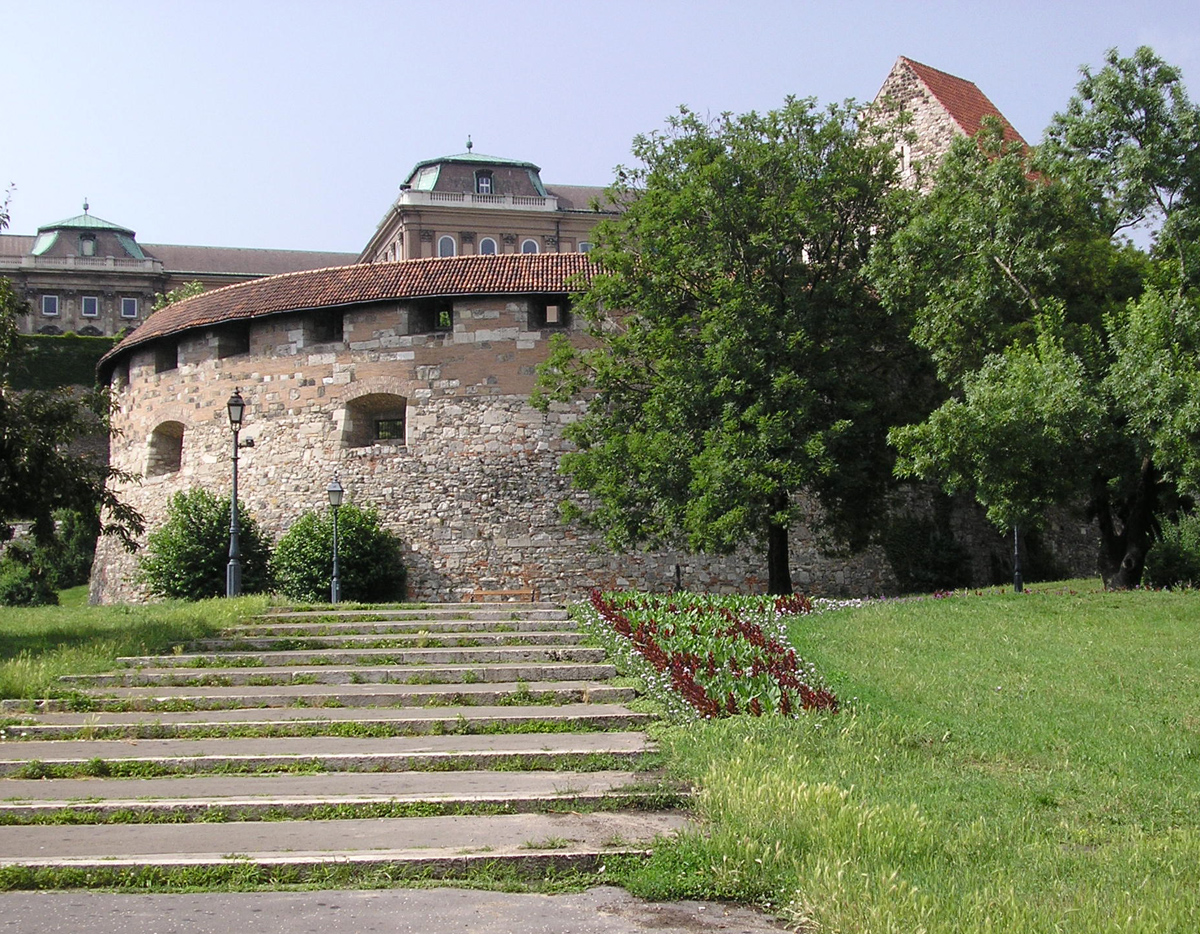
A budai vár nagy rondellája dél felől

A budavári nagy rondella kör alakú bástya a budai Várhegy déli lejtőjén, a budai vár egykori védműrendszerének rekonstruált része. Középkori falainak kiásásával, konzerválásával és részleges kiegészítésével az 1950-es években állították helyre. Hozzáépített kaputornyával és a szomszédos Buzogánytoronnyal együtt azóta tartozik a budai városképhez.

## Ismertetése

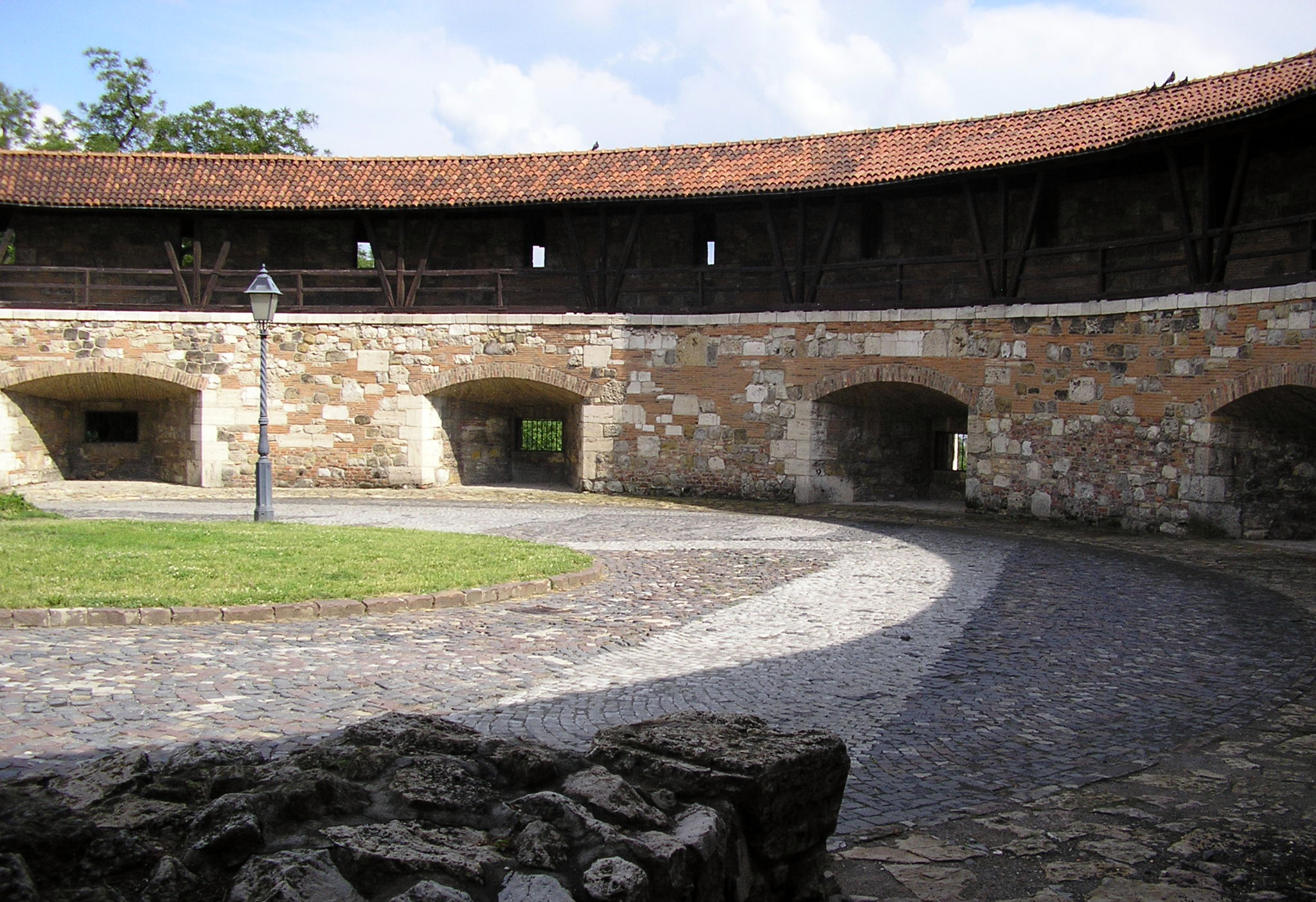
A nagy rondella belülről

A rondella a középkori vár külső védőövének legdélibb csúcsa és egyik legnagyobb védműve volt, belső átmérője meghaladja a 33 m-t. Tekintélyes, 5 m vastag falát 7 ágyúlőréssel látták el, kívül meredeken lejtősre, de nem függőlegesre építették. A belső falon, a lőréssor mellett fedett védőfolyosó fut végig, ez teljes egészében a helyreállításkor készült. A palota felőli északi oldalon támfal húzódik, mely a bástya mögött emelkedő feltöltött részt, az egykori ágyúállást tartja. Kívülről a rondellába a középkori falakon nyugvó kaputornyon át lehet bejutni: ennek szélesebb nyílásán a lovasok, a kisebbiken a gyalogosok közlekedhettek. A bejutást hajdan a kapuk előtti árkon át felvonóhíd biztosította, illetve akadályozhatta meg. A palota felől a hátsó falon nyíló kapun lehet a bástyát megközelíteni. 

## Történeti áttekintés
A kör alaprajzú bástyák (rondellák) építése időben megelőzte a sokszögű bástyák keletkezését és az ágyúk használatának elterjedésével függött össze. A középkori magas, keskeny vártornyokat a 15. század második felétől fokozatosan felváltották az ágyúk elhelyezésére alkalmas, és az ostromlók ágyúinak jobban ellenálló alacsonyabb, de vastagabb falú rondellák. Magyarországon ebben az időben a várak megerősítését a török előnyomulás tette sürgetővé.

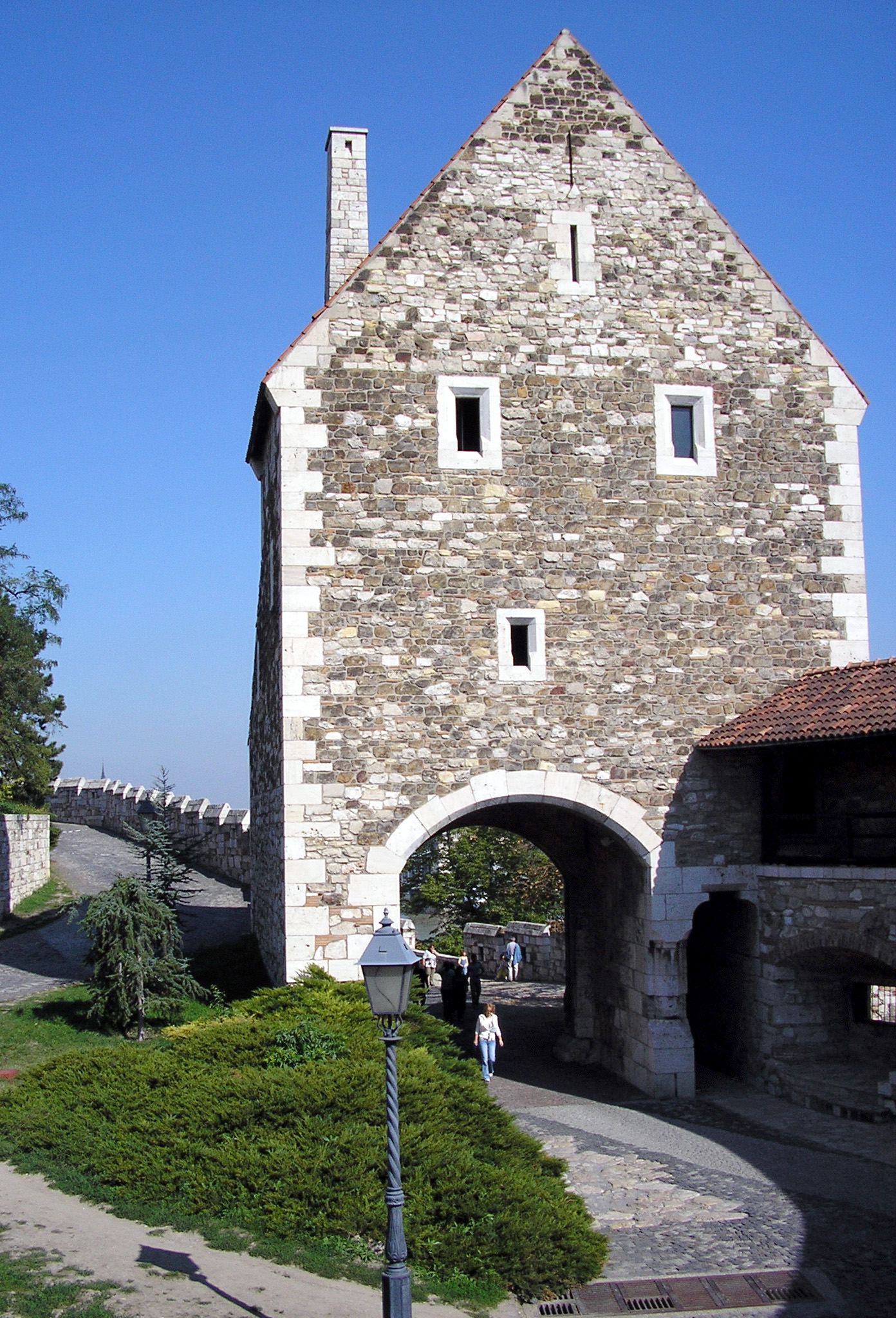
A nagy rondella kaputornya avagy a Lihegő kapu tornya

A budavári nagy rondella építésének pontos idejét nem ismerjük. Az idők folyamán többször átépítették, de belső területe már kezdetben is nagyjából megegyezett a mostanival. Feltételezések szerint a rondellát Mátyás király korában (1458–1490) építhették, más vélemény szerint később, Szapolyai János idején, de 1541 előtt. A várról 1467 körül készített rajzon még nem tüntették fel, de az 1541-ben, Buda elfoglalásának évében készült metszeten már látható. Neve régi okmányokon Baluardo d'Italia, Olasz bástya; török neve Büjük frengi kuleszi (idegen módra épült bástya); későbbi nevei Nagy-, Déli Nagy- vagy Palotarondella. Kaputornya kezdetben Torre d’Italia, Olasz kapu; török neve Szoluk kapu (a török korban ezt a kaput a törökök Szoluk kapunak: „Lihegő kapunak" nevezték, mert az odavezető utat igen meredeknek találták), később Zsigmond kapu.
Buda visszavételekor, 1686-ban az ostromlók tüzérsége a rondella falán nagy rést ütött, a támadók ezen át jutottak feljebb, majd a bástyán felállított ágyúkból lőtték tovább a török védőket. A sérült rondellát később a császáriak valószínűleg helyreállították. 
1945 előtt a rondella középkori fala alig volt látható. Kívül csaknem a mellvéd magasságáig érő domb takarta be, a belső teret is jórészt feltöltötték. A kaputorony maradványait neobarokk kerti épületekhez használták fel, beépítették. Budapest ostroma idején az egész terület erősen megrongálódott, a helyreállítást régészeti kutatás előzte meg. Kiszabadították a feltöltésből a rondella falait, lebontották a sérült épületrészeket. Ennek során kerültek elő a kaputorony középkori részei és több mint 5 m-rel a rondella mai szintje alatt a 13. századi ún. Kelenföldi kapu alapjai. Feltehetően ezt a kaput lebontva, majd a helyét körbeépítve készülhetett az eredeti rondella.
A kaputornyot kevéssel a rondella után építhették. Négyzetes alaprajza, az emelet ablakai az 1686-os ostromról készült metszeten jól kivehetők. Alapfalai és az oldalfal egyes részei eredetiek, a gyalogkapu nyílása teljesen épen maradt fenn, a lovaskapu nyílásának is csak a felső része kiegészítés. A tornyot az előkerült adatok alapján a rondellával egyidőben, az 1960-es években restaurálták, illetve a hiányzó részeket kiegészítették.

## Képgaléria

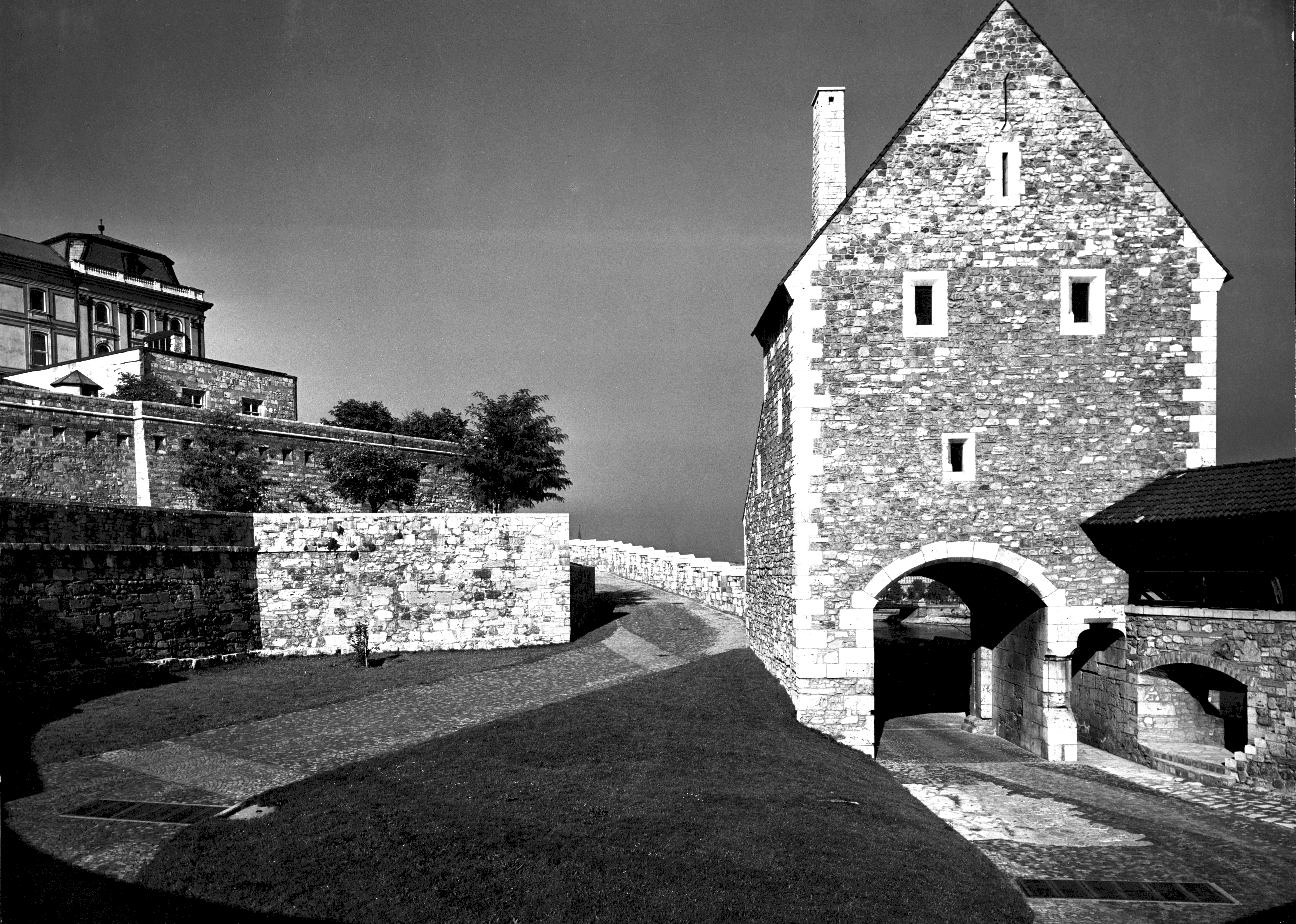
A rondella nagy kaputornya a »Lihegő« kapu 1970-ben
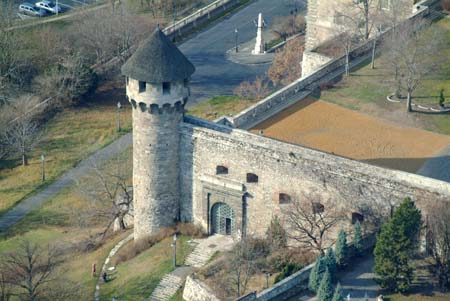
A rondella és a Buzogánytorony
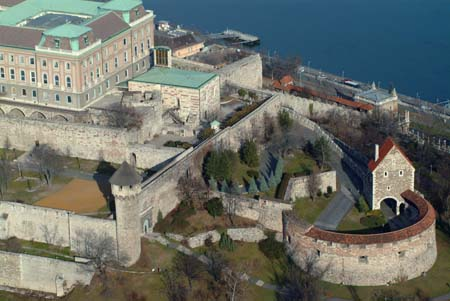
A rondella légifotón